# Lubuk Sini
Lubuk Sini is een bestuurslaag in het regentschap Bengkulu Tengah van de provincie Bengkulu, Indonesië. Lubuk Sini telt 1147 inwoners (volkstelling 2010).